# Nearcha atyla
Nearcha atyla är en fjärilsart som beskrevs av Edward Meyrick 1890. Nearcha atyla ingår i släktet Nearcha och familjen mätare. Inga underarter finns listade i Catalogue of Life.